# Rolls Hall
A Rolls Hall a walesi Monmouth egyik műemlék épülete. A viktoriánus épületben ma a városi könyvtár székel. Az épületet John Maclean Rolls ajándékozta a városnak Viktória királynő trónra lépésének 50. évfordulója alkalmából. Az épület II. kategóriás brit műemlék (British Listed Building) 2005. október 8. óta és egyike a monmouthi örökség tanösvény huszonnégy állomásának.

## Története
A Rolls Hall-t 1887-1888-ban építették fel F. A. Powell tervei alapján, aki  az egykori monmouthi polgármester, Champney Powell fia volt 1888. május 24-én nyitották meg az építtető Rolls család jelenlétében. Az építkezéshez régi vöröshomokkövet és foresti terméskövet használtak. Az orgonát 1889-ben szerelték be, ugyanekkor William Sweetland vezetésével módosítottak az épület arculatán. 1890 szeptemberében egy szép- és iparművészeti kiállítást rendeztek benne. 1897 és 1903 között a csarnokban színielőadásokat is tartottak.
Az orgonát 1963-ban használhatatlannak nyilvánították, három évvel később elbontották. Ezt követően egy idei táncteremnek, később éjszakai klubnak használták. 1992-ben az épületbe költözött az addig a Shire Hall-ban székelő városi könyvtár.

## Fordítás
- Ez a szócikk részben vagy egészben  a   The Rolls Hall, Monmouth című angol Wikipédia-szócikk ezen változatának fordításán alapul.  Az eredeti cikk szerkesztőit annak laptörténete sorolja fel. Ez a jelzés csupán a megfogalmazás eredetét és a szerzői jogokat jelzi, nem szolgál a cikkben szereplő információk forrásmegjelöléseként.